# Герберт Блекер
Герберт Блекер (нім. Herbert Blöcker, 1 січня 1943 — 15 лютого 2014) — німецький вершник.
Срібний призер Олімпійських Ігор 1992 року в індивідуальному триборстві, бронзовий призер 1992 року в командному триборстві, учасник 1976, 1996 років.
Срібний призер Чемпіонату світу з кінного триборства 1978 (командне триборство), 1982 (командне триборство) років, бронзовий призер 1974 (командне триборство), 1990 (командне триборство) років.
Чемпіон Європи з кінного триборства 1973 року в командному триборстві, срібний призер 1973 (індивідуальне триборство), 1999 (командне триборство) років, бронзовий призер 1975 року в командному триборстві.